# 1439
1439 (MCDXXXIX) je bilo navadno leto, ki se je po julijanskem koledarju začelo na četrtek.

## Dogodki
- 1. januar

## Rojstva
- 29. maj - Francesco Todeschini-Piccolomini, Papež Pij III. († 1503)
- (ali 1437) - Radu III. Čedni, vlaški knez († 1475)

## Smrti
- Pietro Loredan
- 10. junij - Jožef II., konstantinoplski patriarh (1416-1439), (* 1360)
- 27. oktober - Albreht II. Nemški (* 1397)